# عقد بسيط
في قانون العقود، العقد البسيط هو عقد يتم شفويا أو كتابيا، وليس عقدا يتم ختمه. تتطلب العقود البسيطة أخذها بعين الاعتبار (اعتبار) لتصبح سارية، ولكن قد يتم تضمين العقود البسيطة من سلوك الأطراف الملزمة بالعقد. لاحظ وليام بلاكستون في تعليقاته على قوانين إنجلترا أنه في القرن السابع عشر، استخدم المدينون عقودًا بسيطة كواحد من ثلاثة أشكال مقبولة من أدوات الدين غير المضمونة. في عام 1828، قام برلمان المملكة المتحدة بتعديل قانون الاحتيال بحيث لا يمكن استخدام الاعترافات الشفوية أو الوعود كدليل لإثبات وجود عقد بسيط. واليوم، أثبتت بعض السلطات القضائية الأمريكية أن المصلحة الضمانية تكون مكتملة «عندما لا يتمكن الدائن بموجب عقد بسيط من الحصول على امتياز قضائي أعلى من مصلحة» الطرف المضمون.